# 콤바르발라
콤바르발라(스페인어: Combarbalá)는 칠레 코킴보 주 리마리 현의 코무나이다.